# Louis Malle
Louis Malle (Thumeries; 30 de octubre de 1932 - Beverly Hills, California; 23 de noviembre de 1995) fue un camarógrafo, guionista, documentalista y director de cine francés, realizador de notables películas y documentales. Empezó a dirigir en Francia en 1955; luego, vivió y trabajó en Estados Unidos de 1978 a 1986, pero regresó a su país en 1987, donde continuó su obra.

## Trayectoria

### Inicios
Nacido en Thumeries, departamento de Nord en 1932, Malle provenía de una familia de industriales del azúcar (era nieto de Henri Béghin, el fundador de la marca de azúcar Beghin-Say), quienes hicieron su fortuna en las guerras napoleónicas.
Creció en un ambiente muy acomodado y pasó por distintos internados católicos (entre ellos, el que evocará en su película Adiós, muchachos). A los catorce años, se inició en la dirección con la cámara de 8 mm de su padre. Estudió Ciencias Políticas en la Sorbona, y por estos años surge su determinación de convertirse en cineasta, pese a la oposición de la familia.
Un amigo suyo que formaba parte del equipo de filmación en el barco Calypso de Jacques-Yves Cousteau, tuvo que cederle a Louis su puesto y en 1955 asumió como asistente de dirección y camarógrafo en el documental El mundo del silencio, por el cual recibió la Palma de Oro en el Festival de Cannes, junto con Jacques-Yves Cousteau. Sus siguientes proyectos, películas y documentales, obtendrán menos consenso, y serían abordados desde un plano crítico.
A continuación trabaja con Robert Bresson para preparar (y rodar en parte) Un condamné à mort s'est échappé; le parece impresionante el trabajo con actores no profesionales de este director. En esa época arrancaba el movimiento de la Nouvelle vague, a la que Malle nunca perteneció, ya que desarrolló su propio camino en paralelo, solo, según sus propias motivaciones.
Dirigió su primer largometraje a los 25 años, Ascensor para el cadalso (1957) con Jeanne Moreau en la que mostraba su pasión por el jazz, usando una banda musical original de Miles Davis. Luego, realizó Los amantes (1958), también con Jeanne Moreau y en la que atacaba a la burguesía.
Más adelante se decidió a adaptar uno de los relatos más difíciles de Raymond Queneau, Zazie en el metro (1960), película divertida, bien controlada y entusiasta. Más tarde rodó Fuego fatuo (1963), que trataba sobre la depresión y el suicidio: se basaba en un relato trágico, homónimo del colaboracionista Pierre Drieu La Rochelle. El peso de Camus y el teatro del absurdo marcan su trayectoria.
En 1968 se alejó de Francia y de la ficción para rodar Calcuta, un documental que trata de la vida de los campesinos de la India.

### Dos polémicas
Al regreso de su viaje, Malle rodó una película que provocó una gran polémica: El soplo al corazón (1971). La película evoca la relación incestuosa (aunque romántica) entre una madre y su hijo; tema del que se habla además sin hacer ningún tipo de juicio moral, lo que será habitual en este director, donde no hay ni inocentes ni culpables, pues deja ver que la vida es más compleja. El espectador debe forjarse su propia opinión, que el director no debe imponérsela.
Tres años más tarde, la controversia que suscitó tuvo un carácter político. En Lacombe Lucien (1974), con guion cuidadoso, compartido con el novelista Patrick Modiano, trabajó con actores no profesionales (como el protagonista) mezclados con profesionales, tal como hiciera Robert Bresson. Malle describía el lento progreso de un joven campesino, de familia desarraigada y humilde, hacia el colaboracionismo, cerca de Toulouse, zona en la que hubo masacres nazis destacadas. Tampoco formulaba ahí ningún tipo de juicio marcado, no describía al joven colaboracionista como un completo monstruo, sólo como alguien a la deriva que se equivocaba (si bien las escenas iniciales de caza en serie de animales, por su parte, mostraban su frialdad y distancia). En todo caso, Malle quería mostrar una Francia que había estado oculta.
Solo parte de la prensa y la crítica lo alabó, pues estaba bien realizado el filme; otra, calificó de dudosa la película y se le reprochó que no diferenciase mejor los comportamientos (así, Libération). La crítica más detallada, en Cahiers du Cinéma, de 1974, señaló en un número monográfico el peligro del cine 'retro' (que por entonces cobraba forma con Liliana Cavani, con su absurda unión de nazismo y erotismo), como un modo de hacer historia no suficientemente actual que planteaba una especie de contradicción universal, abstracta y no jerarquizada de comportamientos. El propio Michel Foucault participó en un denso debate de esa revista, distinguiendo distintos filmes de otros (Malle tendría interés a su juicio) y señalando la ocultación de los conflictos sociales dentro del cine marcado por De Gaulle, que acababa de desaparecer.

### Traslado a los Estados Unidos
En el punto más agrio de esa polémica, Malle decidió trasladarse a los Estados Unidos donde filmó, entre otras películas, La pequeña (1978), con la joven Brooke Shields y sobre todo Atlantic City (1980), con Burt Lancaster y Susan Sarandon, donde relata las desventuras de un pícaro retirado y de su vecina, en la ciudad de los casinos. En 1985 rodó el documental God's Country sobre la vida de los trabajadores estadounidenses pobres.

### La consagración desde 1987
Cuando regresó a Francia en 1987 volvió a tratar el tema que le había hecho marcharse: la ocupación nazi en Francia, a través de un film que será el punto más alto de su carrera, Adiós, muchachos (1987). En un colegio católico, durante la ocupación, un muchacho burgués descubre que uno de sus compañeros es judío.
En esta película, Louis Malle narra sus recuerdos de la guerra. La historia, en parte autobiográfica, ya que él fue testigo de una situación similar durante su infancia, trata de un joven judío que se había ocultado en su internado, pero fue luego descubierto por la Gestapo y deportado. Malle declaró que ese tema le había perseguido desde siempre y que, de hecho, esta historia trágica es la que le había llevado al cine.
La película retoma también algunos elementos de películas anteriores; de Lacombe Lucien toma al colaboracionista contra su voluntad; de El soplo en el corazón, la intensa relación entre madre e hijo. Tampoco aquí emite ningún juicio de valor sobre nadie, solo deja entrever un fatalismo acorde con sus gustos literarios. La película fue un éxito y ganó diversos premios.
Filmó a continuación la comedia Milou en mayo (1989), así como Herida (1992). Su último film fue una adaptación de Vania en la calle 42 (1994), pieza teatral de Antón Chéjov; este Vanya on 42nd Street se estrenó el 19 de octubre de ese año en los Estados Unidos y el 25 de enero de 1995 en Francia.
Su primer matrimonio con Anne-Marie Deschodt duró desde 1965 hasta 1967. Luego, tuvo dos hijos más: Manuel Cuotemoc (n. 1971), nacido de su relación con Gila von Weitershausen, y su hija Justine (n. 1974), de su relación con Alexandra Stewart. Desde 1980 hasta su muerte estuvo casado con la actriz estadounidense Candice Bergen, con quien tuvo una hija, Chloe Malle (n. 1985). 
Murió de un linfoma el 23 de noviembre de 1995 en Los Ángeles, a los 63 años.

## Filmografía

### Primera época en Francia
- 1955: El mundo del silencio (Le monde du silence), con Jacques-Yves Cousteau (documental)
- 1957: Ascensor para el cadalso (Ascenseur pour l'échafaud)
- 1958: Los amantes (Les Amants)
- 1960: Zazie (Zazie dans le métro)
- 1961: Una vida privada (Vie privée)
- 1962: Vive le tour (documental)
- 1963: El fuego fatuo (Le feu follet)
- 1965: Viva María!
- 1966: Ladrón de París (Le Voleur)
- 1968: Historias extraordinarias (Histoires extraordinaires), episodio "William Wilson"
- 1969: Calcuta (Calcutta) (documental)
- 1969: L'Inde fantôme (miniserie para TV) (documental)
- 1971: El soplo al corazón (Le souffle au cœur)
- 1973: Humain trop humain (documental)
- 1973: Place de la République (documental)
- 1974: Lacombe Lucien
- 1975: El Unicornio (Black Moon) (película de ciencia ficción, surrealista, atípica en su filmografía)
- 1976: Close Up (documental)
- 1977: Dominique Sanda ou Le rêve éveillé (documental TV)

### Periodo en Estados Unidos
- 1978: La pequeña ("La petite")
- 1980: Atlantic City
- 1981: Mi cena con André ("My Dinner with André")
- 1983: Crackers
- 1985: Alamo Bay
- 1985: God's Country (documental)
- 1986: And the Pursuit of Happiness (documental)

### Segunda época en Francia
- 1987: Adiós, muchachos ("Au revoir, les enfants")
- 1989: Milou en mayo ("Milou en mai")
- 1992: Herida ("Damage")
- 1994: Vania en la calle 42 ("Vanya on 42nd Street")

## Premios y distinciones
Premios Óscar
| Año  | Categoría                          | Película              | Resultado |
| ---- | ---------------------------------- | --------------------- | --------- |
| 1957 | Mejor documental largo             | El mundo del silencio | Ganador   |
| 1973 | Mejor argumento y guion original   | El soplo al corazón   | Nominado  |
| 1975 | Mejor película de habla no inglesa | Lacombe Lucien        | Nominado  |
| 1982 | Mejor director                     | Atlantic City         | Nominado  |
| 1988 | Mejor guion original               | Adiós, muchachos      | Nominado  |
| 1988 | Mejor película de habla no inglesa | Adiós, muchachos      | Nominado  |

Festival Internacional de Cine de Cannes
| Año  | Categoría    | Película              | Resultado |
| ---- | ------------ | --------------------- | --------- |
| 1956 | Palma de Oro | El mundo del silencio | Ganador   |

Festival Internacional de Cine de Venecia
| Año  | Categoría                  | Película         | Resultado |
| ---- | -------------------------- | ---------------- | --------- |
| 1958 | Premio especial del jurado | Los amantes      | Ganador   |
| 1963 | Premio especial del jurado | El fuego fatuo   | Ganador   |
| 1963 | Premio Pasinetti           | El fuego fatuo   | Ganador   |
| 1980 | León de Oro                | Atlantic City    | Ganador   |
| 1987 | León de Oro                | Adiós, muchachos | Ganador   |
| 1987 | Golden Ciak especial       | Adiós, muchachos | Ganador   |
| 1987 | Premio OCIC                | Adiós, muchachos | Ganador   |
| 1987 | Premio UNICEF              | Adiós, muchachos | Ganador   |
| 1987 | Premio Sergio Trasatti     | Adiós, muchachos | Ganador   |

- Ascensor para el cadalso:
  - Premio Louis-Delluc 1957.
- Lacombe Lucien:
  - Premio BAFTA 1975 a la mejor película.
- Atlantic City:
  - Premio BAFTA al mejor director 1982.
- Adiós, muchachos:
  - Premios César de la Academia del Cine Francés a la mejor película, al mejor director, al mejor guion original o adaptación, a la mejor fotografía, al mejor decorado, al mejor sonido y al mejor montaje.
  - Premio Louis-Delluc.
  - Premio BAFTA al mejor director.
  - Premios del Cine Europeo 1988: mejor guion.
  - Premio Bodil 1989 a la mejor película europea.
- Milou en mai:
  - Premio David de Donatello 1990 al mejor realizador extranjero.

Premios BAFTA 1991: Academy Fellowship Award para el conjunto de su carrera.